# Kundabung
Kundabung är en ort i Australien. Den ligger i kommunen Kempsey och delstaten New South Wales, i den sydöstra delen av landet, omkring 330 kilometer nordost om delstatshuvudstaden Sydney. Antalet invånare är 586.
Närmaste större samhälle är Kempsey, omkring 14 kilometer norr om Kundabung.
I omgivningarna runt Kundabung växer i huvudsak städsegrön lövskog. Runt Kundabung är det glesbefolkat, med 9 invånare per kvadratkilometer. Genomsnittlig årsnederbörd är 1 846 millimeter. Den regnigaste månaden är februari, med i genomsnitt 373 mm nederbörd, och den torraste är september, med 34 mm nederbörd.